# Der Notar in der Falle

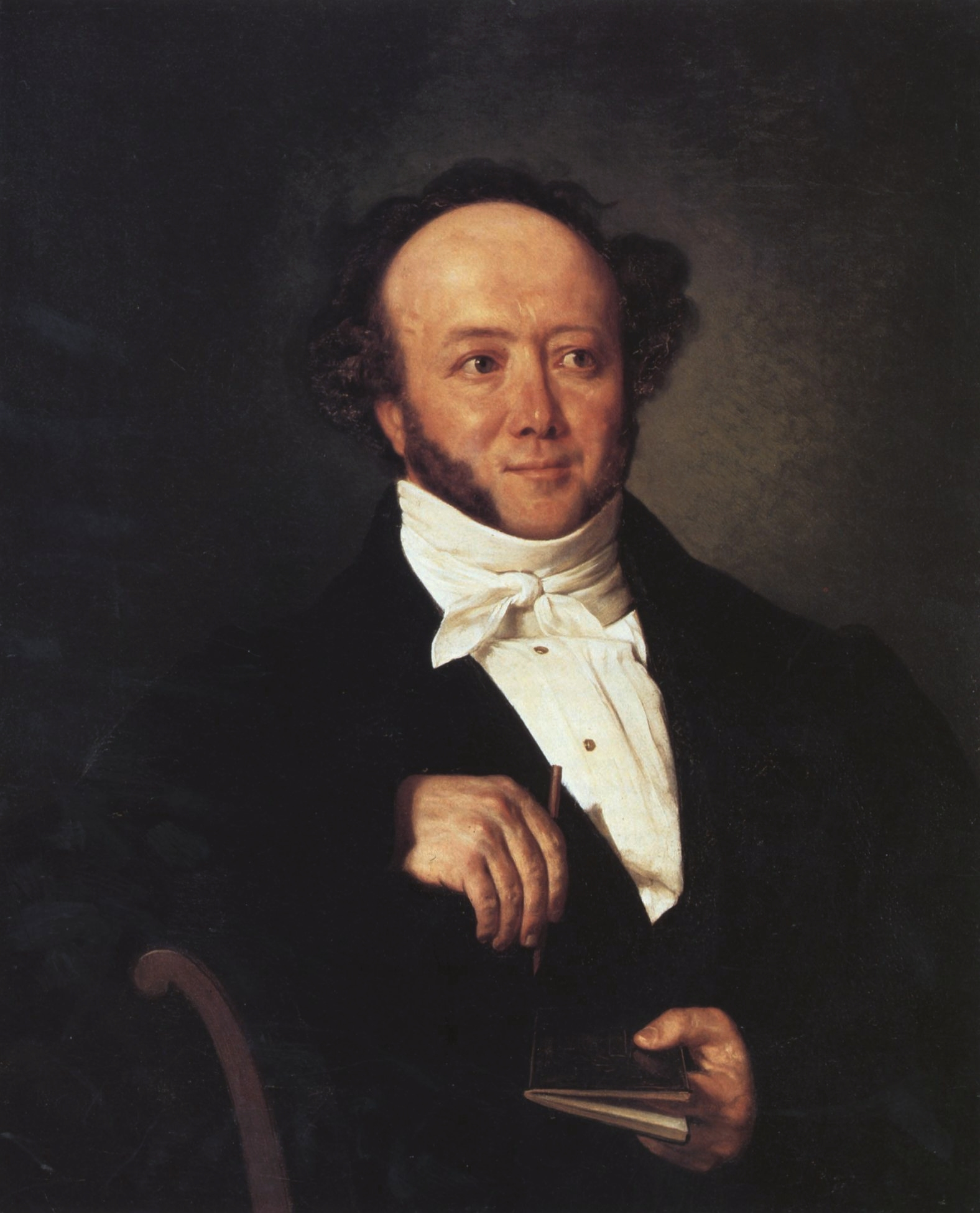
Jeremias Gotthelf um 1844

Der Notar in der Falle ist eine Erzählung von Jeremias Gotthelf, die 1848 in den „Elsässischen Neujahrsblättern“ bei August Stöber in Straßburg erschien.

## Inhalt
Die 27-jährige Luise, die bei ihrer verwitweten Tante, der Frau Spendvögtin lebt, wird zur Hochzeit der Freundin als Brautjungfer geladen. Luise weint Freudentränen. Denn „ihr Lebtag“ hatte „sie noch nie ein Rendezvous gehabt“. Zusammen mit ihrem Brautführer wird sie sich wenigstens als halbes Ehepaar vorkommen. Luise sehnt ihren großen Tag herbei und kann kaum noch an etwas anderes denken. Das Mädchen erscheint der Tante, ihrer zweiten Mutter, auf einmal als vergesslich.
Auf der bewussten Hochzeit dann kehrt der Junggeselle an Luises Seite, der Notar Stößli, seine glühende Vaterlandsliebe hervor. Die pathetischen Ausrufe des Herren machen Luise keineswegs eifersüchtig auf das Vaterland. Das zurückhaltende, blasse Mädchen, dieses „vermilbete Käslein“, wird „rot und auch feurig im Herzen“. Als es dann ans Tanzen geht, ist es Luise in Stößlis Armen, „als ob zwei Engel durch den Äther schwebten“.
Als sie dann der Alltag wieder hat, kümmert sich der Notar nicht mehr um seine Tischdame. Luise kann die Unaufmerksamkeit des sonst so zuvorkommenden Herren nicht verschmerzen. Hat doch der heiß geliebte Verehrte sein „Bureau“ in ihrem Städtchen nicht allzu weit entfernt von ihrem Domizil „hinter dem Waschhaus“. Sie stellt sich krank, wartet eine Abwesenheit der Tante ab und bestellt den jungen Notar zu sich. Luise gibt vor, sie verfüge über beträchtliche Vermögenswerte, sehe ihr allzu nahes Ende ab und wolle zuvor rasch noch ein Testament zugunsten ihrer Tante aufsetzen lassen. Leider sei sie zu krank und ungeübt in solchen juristischen Dingen. Stößli ist entzückt.
In Anwesenheit der heimgekommenen Tante macht Stößli dem vermeintlich reichen Mädchen einen Heiratsantrag. Luise – darauf mit dem Notar wieder unter vier Augen – wird kleinlauter: „Aber, und wenn ich kein Geld hätte?“  Stößli besteht auf der überstürzten Heirat und lässt keinen Einwand der Braut und der Tante gelten. Er eheliche Luise, eine bescheidene Dame „von Grundsätzen und Bildung“ aus Liebe. Der vaterlandsliebende Notar frage als Liberaler nach dem Geist und nicht nach dem Geld. Darin unterscheide er sich vom Aristokraten.
Die Leute im Städtchen können Luises unverhofftes Glück nicht begreifen. Indem der Notar Luise immer wieder seine Liebe versichert, erwacht „in dem guten Mädchen ein gewisses Selbstbewußtsein“. Luise erscheint auf einmal wirklich als schön. Stößli wird am Tage nach der Hochzeit ernüchtert, als er die Vermögenswerte der Gattin feststellen will. Luise – in die Enge getrieben – gesteht, sie habe kein Vermögen. Der Notar tobt. Luise habe ihn „gefangen wie einen Gimpel“. Er will sich auf der Stelle scheiden lassen.
Endlich durchschaut die Tante die Ursache des „zornigen Getönes“ und schreitet ein: Wenn Luises List in dem Städtchen bekannt würde, dann hätte sie die Lacher auf ihrer Seite. Und „ohne Geld sei Luise nicht“. Notare – so auch Stößli – hören bei solchen Anmerkungen genau hin. Die Ehe wird dann doch noch glücklich. Manchmal fragt Luise: „Bin ich dir auch lieb?“ Darauf antwortet Stößli: „Von ganzem Herzen, fast wie das Vaterland!“

## Zitat
- „Alles auf Erden geht zu Ende, selbst die Zeit.“[2]

## Form
Der Erzähler weiß viel, doch er wahrt Distanz. So schreibt er: „Der Notar war von Natur eine ganz gute Seele, das heißt eigentlich eine gute Haut. Ob er eine Seele hatte, das wissen wir nicht.“ Gotthelf legt nicht nur Schwächen des Notars ironisch bloß, sondern schildert Luises listiges Einfangen des Gatten mit einem Augenzwinkern. Der auf sein Vergnügen bedachte Leser kommt auf seine Kosten. Zum Beispiel gelingt Gotthelf in sparsamen Strichen ein humorvolles Bild von Luises Tante, wenn diese Stößli ständig mit ihrem Mann selig, dem Spendvogt vergleicht.

## Rezeption
- Februar 1920: Hesse[5] erwähnt die Erzählung im „Vivos voco“.
- Poschmann[6] findet die „Geschichte von dem Mitgiftjäger, der“ weiblicher List erliegt, „amüsant“.
- Ort der Handlung: Mit jenem Städtchen habe Gotthelf ein liebevolles Bild von Büren an der Aare, dem Geburtsort seiner Mutter Elisabeth Bitzius-Kohler, gezeichnet.[7]

### Verwendete Ausgabe
- Der Notar in der Falle. S. 316–354. In: Bibliothek deutscher Klassiker. Henri Poschmann: Gotthelfs Werke. In zwei Bänden. Band 1. Aufbau-Verlag, Berlin 1982 (3. Auflage). Textgrundlage: Gotthelf-Gesamtausgabe von Rudolf Hunziker und Hans Bloesch (München 1911) sowie die 20-bändige Ausgabe von Walter Muschg (Basel 1948).

### Ausgaben
- Jeremias Gotthelf: Der Notar in der Falle. In: Deutscher Novellenschatz. Hrsg. von Paul Heyse und Hermann Kurz. Bd. 7. 2. Aufl. Berlin, [1910], S. 1–43. In: Weitin, Thomas (Hrsg.): Volldigitalisiertes Korpus. Der Deutsche Novellenschatz. Darmstadt/Konstanz, 2016. (Digitalisat und Volltext im Deutschen Textarchiv)
- Jeremias Gotthelf: Der Notar in der Falle. Wie Joggeli eine Frau sucht. Zwei Erzählungen. Rütten & Loening, Potsdam um 1930. 95 Seiten, Fraktur.

### Sekundärliteratur
- Volker Michels (Hrsg.): Hermann Hesse. Die Welt im Buch III. Rezensionen und Aufsätze aus den Jahren 1917–1925. Suhrkamp Verlag, Frankfurt am Main 2002.